# امگا کوره
امگا کوره یک ستاره است که در صورت فلکی کوره قرار دارد.